# Muhammad Zafrullah Khan
Sir Chaudhri Muhammad Zafrullah Khan (urdu: محمد ظفر اللہ خان; ur. 6 lutego 1893 w Sijalkocie, zm. 1 września 1985 w Lahaurze) – pakistański polityk, prawnik i dyplomata, minister spraw zagranicznych Pakistanu (1947–1954), przewodniczący Sesji Zgromadzenia Ogólnego ONZ (1962–1963), prezes Międzynarodowego Trybunału Sprawiedliwości (1970–1973).

## Życiorys
Studiował na Government College w Lahaurze. W 1914 uzyskał tytuł licencjata prawa na King’s College London. Prowadził praktykę w Sijalkocie i Lahaurze.
W 1926 został wybrany do rady ustawodawczej Pendżabu. W latach 1930, 1931 i 1932 był delegatem na konferencje okrągłego stołu w Londynie w sprawie reform w brytyjskich Indiach. W latach 1931–1932 był prezydentem Ligi Muzułmańskiej, a w latach 1935–1941 zasiadał w radzie wykonawczej przy wicekrólu Indii. W latach 1941–1947 był sędzią Sądu Federalnego Indii. W 1935 otrzymał tytuł szlachecki.
W 1939 był przewodniczącym delegacji indyjskiej w Lidze Narodów. W 1942 został wysłany do Chin w celu nawiązania stosunków dyplomatycznych Indii z rządem kuomintangowskim.
Zafrullah Khan początkowo opowiadał się za utrzymaniem jedności Indii, a po ogłoszeniu podziału kraju wybrał Pakistan. Podczas podziału w 1947, Zafrullah Khan reprezentował stanowisko Ligi Muzułmańskiej wobec Cyrila Radcliffe'a, któremu powierzono zadanie wytyczenia granicy pomiędzy Indiami i Pakistanem.
W niepodległym Pakistanie został ministrem spraw zagranicznych (27 grudnia 1947 – 24 października 1954), jednocześnie przewodnicząc delegacjom kraju w ONZ. W latach 1954–1961 był sędzią Międzynarodowego Trybunału Sprawiedliwości. Następnie pełnił funkcję przewodniczącego Sesji Zgromadzenia Ogólnego ONZ (18 września 1962 – 17 września 1963). Od 1964 ponownie zasiadał w Międzynarodowym Trybunale Sprawiedliwości, a od 19 lutego 1970 do 8 lutego 1973 był jego prezesem.
Napisał książkę Islam: Its Meaning for Modern Man (1962). Należał do ruchu ahmadijja.